# Cycas apoa
Cycas apoa es una especie de cícada del género Cycas, de la familia Cycadaceae, del orden Cycadales.

## Distribución
Cycas apoa se distribuye por Nueva Guinea. Crece en el bioma tropical húmedo.

## Taxonomía
Fue descrita científicamente por el botánico australiano Kenneth D. Hill. Fue publicado por primera vez en Australian Systematic Botany 7: 553 en 1994.